# Chladicí věž

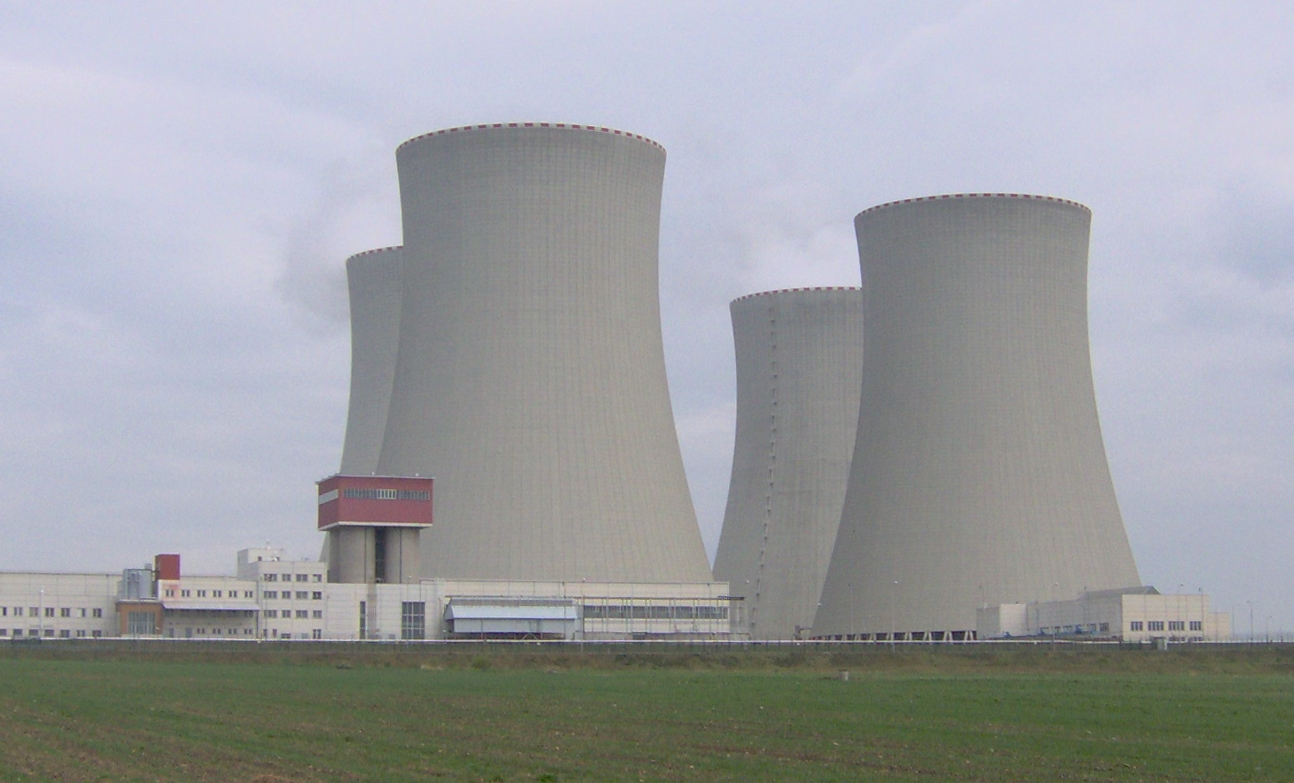
Chladicí věže v elektrárně Temelín

Chladicí věž je zařízení, instalované zpravidla v tepelných elektrárnách, ale i v jiných průmyslových komplexech (hutě, chemičky a rafinérie). Slouží k ochlazování použité chladicí vody nebo jiné kapaliny na teplotu až 23 °C, pro nižší teploty je pak doporučován jiný způsob chlazení.
Zpravidla se jedná o velké komíny tvaru rotačního hyperboloidu, které mohou mít až 100 metrů v průměru. Typické jsou pro jaderné elektrárny, protože ty pracují s menší účinností než tepelné a vyrábějí v dané lokalitě víc energie. Z důvodu vysokých nákladů na chlazení je snaha situovat příslušný průmyslový podnik tam, kde je možné velké množství tepla volně vypouštět do okolí (pobřeží moře, velkých řek a vodních ploch).

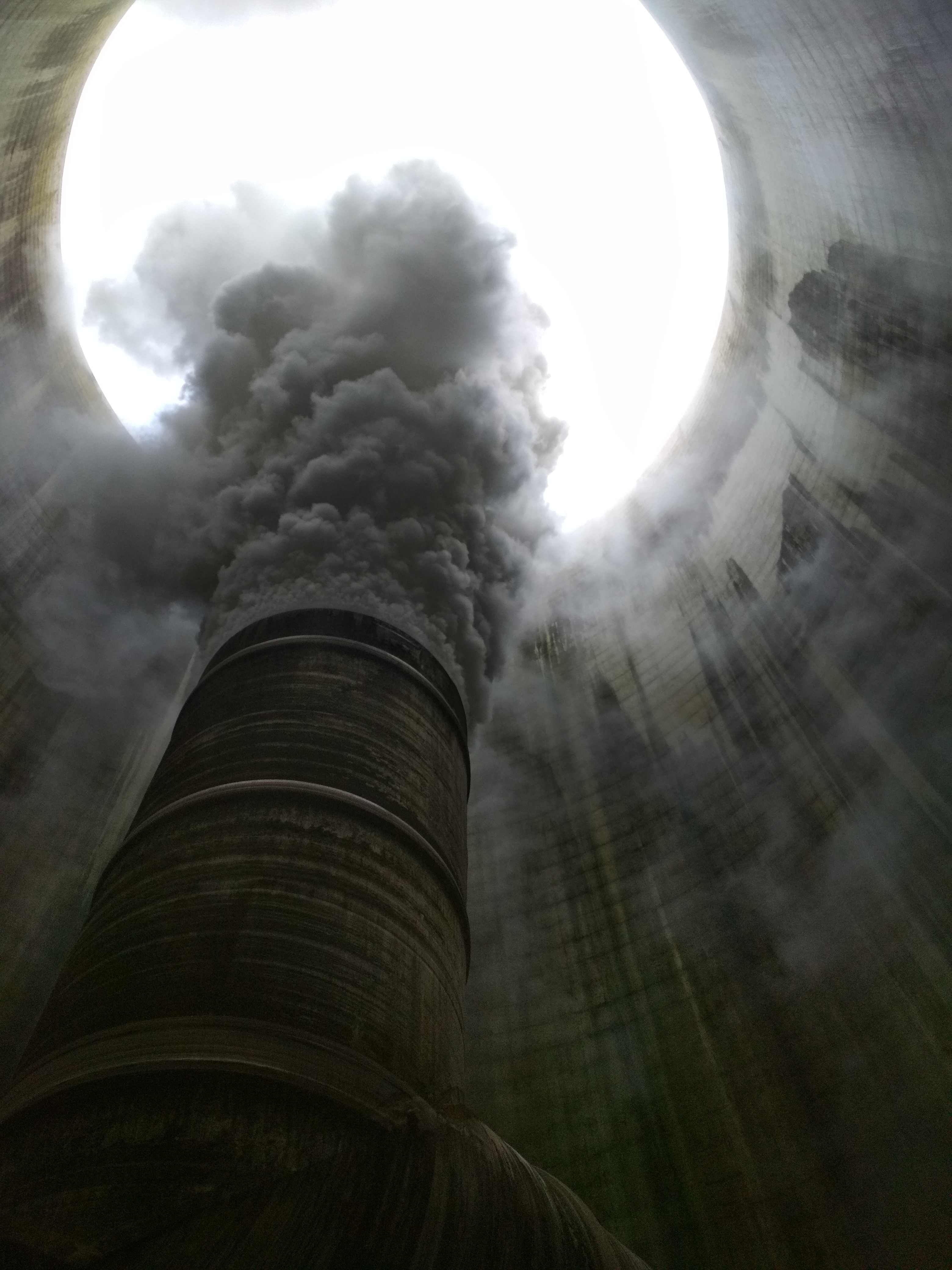
Chladicí věž s komínem, Elektrárna Tušimice II

Ačkoli chladicí věž tvarem připomíná komín, neputují do ní a z ní žádné spaliny. Oblak nad chladicími věžemi tedy není kouř, ale pouze zkondenzovaná vodní pára. Výjimkou pak mohou být elektrárny, kde jsou spaliny z kotlů zavedeny do chladicích věží. V České republice je to například Elektrárna Tušimice II, kde jsou po obnově a celkové rekonstrukci spalin z kotlů odváděny do dvou ze čtyř chladicích věží namísto do 300 m vysokého komínu, který byl demontován. Tento systém je také zkušebně použit v elektrárně Chvaletice.

## Otevřený a uzavřený okruh

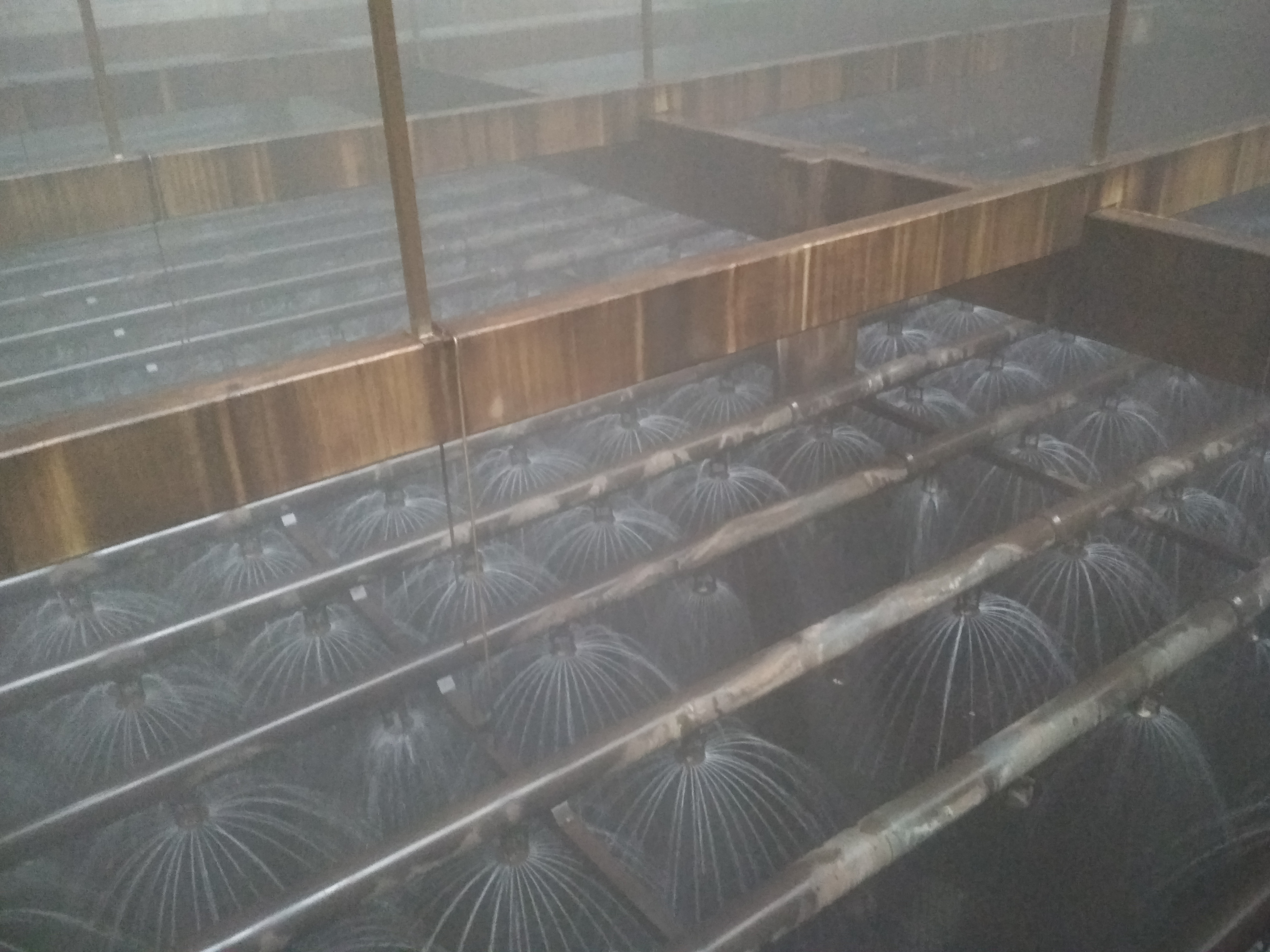
Sprchy uvnitř chladicí věže v elektrárně Tušimice

Chladicí věže se dělí podle toho, zda ochlazovaná voda přichází do přímého styku s proudícím vzduchem (otevřený okruh) nebo tato voda prochází věží v uzavřeném potrubí (uzavřený okruh).
U uzavřeného systému chlazení se chlazená voda nedostává do přímého kontaktu s okolním vzduchem a chladicí okruh může být provozován jako tlakově uzavřený.
Oteplená voda je přivedena potrubím do svazku tenkostěnných trubek instalovaných do chladicí věže (trubky mohou být ocelové – žárově zinkované z vnější strany nebo nerezové). V chladicích trubkách je voda ochlazena a zbytkovým tlakem odvedena z chladicí věže.
Pro dosažení maximálního chladicího výkonu a co možná nejnižších teplot ochlazené vody je chladicí věž opatřena skrápěcím - sprchovacím okruhem. Tento okruh tvoří záchytná vana, ze které čerpadlo čerpá skrápěcí vodu do potrubního rozvodu, kde dojde k jejímu rozstříknutí na trubkové svazky, po kterých voda teče dolů zpět do záchytné vany.

## Přirozený a nucený tah

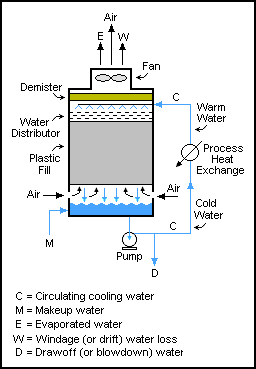
Schéma systému s nuceným tahem

Chladicí věže k ochlazování používají proud vzduchu. Ten může být přirozený, způsobený komínovým efektem vysokých věží, nebo nucený, poháněný ventilátorem nad tepelným výměníkem.
U ventilátorových věží se voda ze stěn trubek odpařuje do proudícího vzduchu, který je do chladicí věže nasáván axiálním ventilátorem.
Vzduch potom proudí přes ventilátor pryč z chladicí věže. Uvedeným způsobem je možné ochladit chlazenou vodu pod teplotu okolního prostředí (při teplotě vzduchu okolního prostředí 30 °C – 32 °C je dosažitelná teplota ochlazené vody 23 °C – 25 °C).